# لی بویلان
لی بویلان (انگلیسی: Lee Boylan؛ زادهٔ ۲ سپتامبر ۱۹۷۸) بازیکن فوتبال اهل بریتانیا است.
از باشگاه‌هایی که در آن بازی کرده‌است می‌توان به باشگاه فوتبال کانوی ایسلند، باشگاه فوتبال کمبریج یونایتد، باشگاه فوتبال سادبوری، باشگاه فوتبال تاروک، باشگاه فوتبال اکستر سیتی، باشگاه فوتبال چلمزفورد سیتی، باشگاه فوتبال استیونج، باشگاه فوتبال وستهام یونایتد، باشگاه فوتبال کینگستونیان، باشگاه فوتبال مالدون و تیپتری، و باشگاه فوتبال گرایس اتلتیک اشاره کرد.
وی همچنین در تیم‌های ملی فوتبال زیر ۲۱ سال جمهوری ایرلند و England C national football team بازی کرده‌است.